# Robert Andrzejuk
Robert Sebastian Andrzejuk (Breslavia, 17 luglio 1975) è uno schermidore polacco, specializzato nella spada. Ha vinto una medaglia d'argento nella scherma ai Giochi olimpici.
È il marito di Danuta Dmowska.

## Palmarès
In carriera ha conseguito i seguenti risultati:
- Olimpiadi:

Pechino 2008: argento nella spada a squadre.
- Mondiali:

Città del Capo 1997: bronzo nella spada individuale.
- Europei:

Copenaghen 2004: argento nella spada a squadre e bronzo nella spada individuale.
Zalaegerszeg 2005: oro nella spada a squadre.
Smirne 2006: argento nella spada a squadre.
Gand 2007: argento nella spada a squadre.